# Take
Et take er et begreb der inden for musik- eller filmverdenen refererer til en enkelt kontinuerlig optaget forestilling eller præstation. Udtrykket bruges i film og musik til at lokalisere og gennemse det optagede materiale for hermed at finde frem til den bedste udgave.

## Musikoptagelser
Under en lydoptagelse, er "et take" gennemspilningen af et helt lydspor, som man efterfølgende vælger at gemme, enten for at lægge det ind i den endelige version af nummeret sammen med andre lignende takes, eller fordi det i sig selv indeholder en interessant idé, der eventuelt kan bruges i en senere optagelse. Musikoptagelser er på denne måde rækkefølge-nummererede. Behovet for at opnå en komplet, acceptabel optagelse var særlig vigtig i årene forud for multitrackoptagelser og moderne overdubbing-teknikker.
I indspilningsprocessen kan der opstå fejloptagelser (eng: "false starts"), for eksempel hvis et komplet korarbejde eller vers ikke registreres, ligesom der ved lange fejloptagelser ("long false starts") er tale om næsten fuldendte forsøg. Et eksempel på det sidstnævnte, er take 10-versionen af Elvis Presleys nummer "Ain't That Loving You Baby" fra opsamlingsalbummet There's Always Me Vol.1, hvor sangen pludselig afbrydes et stykke inde i anden guitarsolo.
Forskellige versioner af den samme sang fra en enkelt optagelsessession frigives nogle gange til sidst som alternative optagelser af sessionen. Bemærkelsesværdige eksempler på udgivelser af alternative optagelser omfatter bl.a. The Beatles' Anthology-bokssæt, Johnny Cash's Bear Family-bokssæt og Johnny Cash:The Outtakes samt en række alternative takes af optagelser med Elvis Presley udgivet af RCA Victor, begyndende med Elvis: A Legendary Performer Volume 1 fra 1974.
Et andet eksempel på mangeartede alternative optagelser, og hvordan de musikalsk adskiller sig fra hinanden, kan findes på den legendariske slideguitarist Elmore James' posthume LP-opsamling To Know a Man fra 1969, som omfatter de sidste to komplette 1960'er-sessioner (fra begyndelsen af årtiet) med backingmusikere. Disse er uredigerede studiebånd, der indeholder flere fuldendte liveoptagelser samt ufærdige studieoptagelser. På lp'en findes desuden flere hidtil ufortalte erindringer om James samt guitaristens løse snak med produceren, hvilket giver et specielt indblik i forløbet omkring en optagelsesproces.

## Filmoptagelser
Inden for begrebet cinematografi, refererer "et take" til hver filmet version af en bestemt scene eller opsætning. Optagelser af hver scene nummereres generelt startende med "take 1", og antallet af hver efterfølgende optagelser øges ("take 2" og videre i numerisk rækkefølge), indtil optagelsen af scenen er afsluttet. Filmoptagelser laves ofte ved hjælp af et klaptræ også kaldet en "tavle". Nummeret på hver optagelse skrives eller fastgøres til klaptræet, som filmes kort før - eller i begyndelsen af - den faktiske optagelse.
Kun takes, der er undersøgt og godkendt af manuskriptsupervisoren bliver udgivet og videresendt til filmklipperen. Optagelser i første take (take 1) opstår, når hele scenen optages tilfredsstillende første gang, enten af nødvendighed (som med visse omkostningstunge specialeffekter) eller med en kombination af held og dygtighed.

### Long takes
Nogle filminstruktører er kendt for at bruge meget lange, uredigerede optagelser. Alfred Hitchcock's Rebet (1948) er berømt for at være sammensat af ni uafbrudte optagelser, såkaldte long takes, hver fra fire til ti minutter lange. Dette krævede, at skuespillerne trådte over kabler og kameravognens spor, mens de filmede, og at scenehåndværkere flyttede rekvisitter væk fra kameraets rute, efterhånden som det bevægede sig rundt i rummet. Den otte minutter lange åbningsscene fra The Player (1992) viser folk, der diskuterer "long takes" i andre film.
Aleksandr Sokurov's Russian Ark (2002) består af en enkelt 90-minutters scene, optaget i digitalt format. Mike Figgis' Timecode (2000) består ligeledes af en enkelt 90-minutters optagelse, omend med fire kameraenheder, der optager synkront. I den færdige film vises alle fire kameravinkler samtidigt på en opdelt skærm, hvor lyden falmer og flytter sig fra den ene til den anden for at henlede publikums opmærksomhed.

### Gentagne optagelser af samme scene
Andre instruktører som Stanley Kubrick er berygtede for at kræve gentagne optagelser af en enkelt scene, eksempelvis i Ondskabens hotel (1980), hvor skuespillerinden Shelley Duvall blev pålagt at tage en scene om 127 gange. Kubrick fik ligeledes Tom Cruise til at gå igennem en døråbning 97 gange under filmningen af Eyes Wide Shut (1999), før han var tilfreds med scenen. Charlie Chaplin der både var filminstruktør og skuespiller i The Gold Rush (1925), gennemgik 63 takes af en scene, hvor hans karakter spiser en støvle - i virkeligheden en rekvisit lavet af lakrids - og Chaplin endte på hospitalet til behandling for insulinchok på grund af det høje sukkerindtag. Chaplin lavede desuden 342 optagelser af en scene i Byens Lys (1931).
I andre tilfælde er det udelukkende de medvirkende selv, der forårsager flere takes, f.eks. var en kampscene i Jackie Chan's The Young Master (1980) så indviklet at udføre, at det krævede 329 takes at gennemføre.
Instruktør Bryan Singer forsøgte i en hel dag at få rollebesætningen i The Usual Suspects (1995) til at virke sure i en filmet politiopstilling, men skuespillerne kunne ikke forblive alvorlige og fortsatte med at ødelægge optagelserne ved at grine og lave ansigter. Til sidst ændrede Singer sin plan og brugte den sjoveste af optagelserne i den endelige film til at illustrere den foragt, de kriminelle karakterer havde for politiet.
Under optagelserne til Ingen er fuldkommen (1959) var instruktør Billy Wilder notorisk frustreret over de gentagne takes, det krævede at få Marilyn Monroe til at huske sine replikker rigtigt.

## Eksterne links
- "Take" på ordnet.dk